# Casa de La Tor d'Alvèrnia
La casa de la Tor (després de la Tor d'Alvèrnia) fou una antiga família noble francesa originària de La Tor, avui dia extingida. Es va dir La Tor fins després del matrimoni el 1389 de Bertran IV de la Tor, fils de Guiu de la Tor, senyor d'Oliergues, i de Maria Rogier de Beaufort, amb Maria d'Alvèrnia, comtessa hereva (1422-1423) d'Alvèrnia i Boulogne. Bertran V de La Tor fou el primer membre de la família que es va dir de la Tor d'Alvèrnia.

## Genealogia simplificada

### Branca principal
- Bertran, senyor de La Tor casada amb Judith de Mercoeur († 1208):
  - Bernat de La Tor, cavaller del comte de Tolosa († 1253)
    - Bernat II († 1270), es va casar amb Iolanda N.
      - Bertran II († 1296), es va casar el 1275 amb Beatriu de Oliergues
        - Bernat III, es va casar el 1295 a Beatriu de Rodès
          - Bertran III, es va casar el 1320 amb Isabel de Lévis
            - Guiu, es va casar el 1353 amb Marta Rogier de Beaufort

        - Bertran IV de La Tor, senyor d'Oliergues, es va casar el 1314 amb Margarida d'Aycelin. Vegeu més avall
          - primera progènie (la més prestigiosa) que seran prínceps de Sedan, mariscals de França, vescomtes de Turena, ducs de Bouillon, ...)
          - segona progènie, els vescomtes de Murat

      - Bernat, cavaller, senyor de Juses, consenyor de Montoriol, Lauzerville i Montesquiou; es va casar abans de 1357 amb Condòrcia de Chateauneuf:
        - Arnald de La Tor, casat amb Antonieta de Mayroles

    - Ramon
    - Arnald, sense fills

  - Guillem de La Tor, cavaller, casat
    - Joan, casat amb Beatriu de Saint-Julien el 1280
      - Roger († abans de 1332)
      - Joan, vivia el 1357
      - Ponç
      - Vessiat
      - Orpaix
      - Mabília

    - Ramon, casat amb Alesta
      - Guillem II, sense fills
      - Roger
      - Ponç 
        - Roger, abat de Saint-Michel de Gaillac, sense fills

    - Guillem, vivia el 1294, sense fills
    - Pere, religiós, sense fills
    - Ramona, religiosa, sense fills
    - Orpaix, religiós, sense fills

  - Ponç, cavaller i consenyor de Montoriol (1309)
    - Roger, jove aspirant a cavaller, sense fills

### Comtes d'Alvèrnia
- Bertran IV de La Tor (vegeu més amunt)
  - Bertran V de La Tor I d'Alvèrnia i (nominal) de Boulogne, es va casar el 1416 amb el Jaumeta del Peschin 
    - Bertran VI de La Tor, II d'Alvèrnia i de Boulogne, casat el 1444 a Lluïsa de la Trémoille:
      - Joan de La Tor, IV d'Alvèrnia (1467 - 1501) es va casar en 1495, amb Joana de Borbó-Vendôme (1465 - 1521)
        - Anna
        - Magdalena de La Tor (d'Alvèrnia)
          - Caterina de Mèdici Aquest és el final de la branca major.

### Branca dels vescomtes de Turenne
- Annet IV de La Tor (d'Alvèrnia) casat el 1444 amb Anna Rogier de Beaufort, vescomtessa hereva de Turena.
  - Enric de La Tor d'Alvèrnia, duc de Bouillon (1555-1623), casat amb Isabel de Nassau
    - Maria de La Tor d'Alvèrnia (1601-1665), casada amb Enric III de la Trémoille, duc de Thouars
    - Frederic Maurici de La Tor d'Alvèrnia-Bouillon, duc de Bouillon (1605-1652), espòs d'Eleonor Catalina Wassenaar Fébronie-Berg
      - Godofreu Maurice de La Tor d'Alvèrnia, duc de Bouillon (1641-1721), espòs de Maria Anna Mancini
        - Emmanuel Teodosi de La Tor d'Alvèrnia, duc de Bouillon (1668-1730), espòs d'Armanda de la Trémoille
          - Armanda de La Tor d'Alvèrnia (1697-1717), esposa de Lluís, duc de Melun
          - Carles Godofreu de La Tor d'Alvèrnia, duc de Bouillon (1706-1771), espòs de Charlotte Sobieska
            - Maria Lluïsa de La Tor d'Alvèrnia (1725-1793)
            - Godofreu Carles Enric de La Tor d'Alvèrnia (1728 - Evreux 1792), darrer duc de Bouillon. Va deixar dos fills sense successió i una filla il·legítima. Va adoptar:
              - Felip de La Tor d'Alvèrnia (1736 - Londres 1816), Vice-almirall anglès, tinent governador de Nova Jersey, incloent:
                - James d'Alvèrnia (mort el 1812), capità anglès capità, es va casar amb Adelaida Maria Victòria de Rohan (filla natural de Ferran Maximilià de Rohan-Mériadec Guéménée, arquebisbe de Bordeus), sense posteritat.

        - Lluís Enric de La Tor d'Alvèrnia, comte d'Evreux (1679-1753)

      - Frederic Maurici de La Tor d'Alvèrnia, comte d'Alvèrnia (1642-1707), espòs d'Enriqueta Francesca de Hohenzollern-Hechingen
        - Enric Oswald de La Tor d'Alvèrnia el cardenal d'Alvèrnia (1671-1747)
        - Elisabet Eleonor de La Tor d'Alvèrnia (1665-1746)

      -  Emmanuel Teodosio de La Tor d'Alvèrnia, el cardenal de Bouillon (1643-1715)

    - Enric de La Tor d'Alvèrnia, vescomte de Turena (1611-1675)

#### La posteritat
Aquesta família il·lustre, no s'ha de confondre amb la dels comtes d'Alvèrnia, que havia heretat el títol i es va extingir en totes les seves branques des del començament del segle xix. Altres famílies van adoptar el nom posteriorment.